# Monument voor koningin Emma (Middelburg)

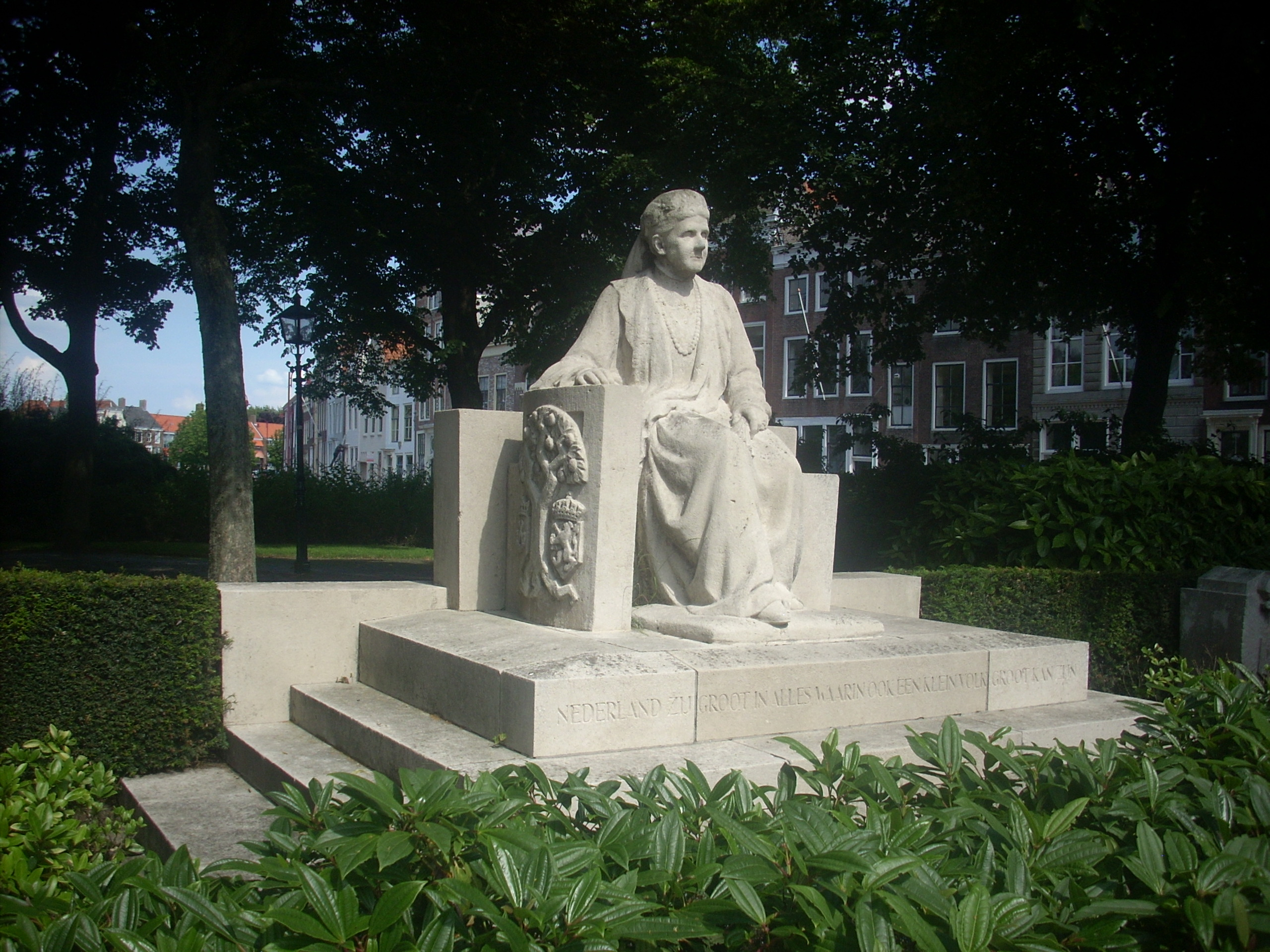
Koningin Emma Monument, Middelburg

Het Emma Monument is een standbeeld in Middelburg, gewijd aan koningin Emma. Het beeld is van de hand van Henk Etienne en staat op het Damplein. Het beeld is gemaakt van kalksteen en stelt de koningin voor gezeten op een stoel. Ter linkerzijde van de stoel is het wapen van Oranje-Nassau te zien, ter rechterzijde het wapen van Waldeck-Pyrmont. Het voetstuk wordt gevormd door drie treden. Aan de voorzijde van de bovenste trede staat de tekst Nederland zij groot in alles waarin ook een klein volk groot kan zijn. Aan de achterzijde is op de leuning van de stoel de tekst aangebracht: ter nagedachtenis aan hare majesteit KONINGIN EMMA, 1858 - 1934, opgericht door de ingezetenen van de provincie
ZEELAND, onthuld door h.m. koningin wilhelmina, 6 september 1937, h.j. etienne beeldhouwer.
Etienne had het ontwerp voor dit beeld aanvankelijk ingediend bij de gemeente Den Haag. De jury koos hier evenwel voor het ontwerp van Toon Dupuis. Diens Monument voor Koningin Emma is gerealiseerd in het Haagse Benoordenhout.